# ニシボリック・サスペンション
ニシボリック・サスペンションは、いすゞ自動車が開発した、パッシブ4WS作用のあるサスペンション機構である。3代目ジェミニ (JT760) に採用した。
名前の「ニシボリック」は、開発者で発明者の西堀稔に由来する。

## 概要
以下、特許（日本国特許2814483）の明細書から説明する。請求項を書き下すと、
- 自動車のラテラルリンク（前後の平行2本棒のリンク）後輪サスペンションにおいて、
  - リンクの弾性ブッシュを、前側を硬く後側を柔くする
  - リンクの車体への装着位置を、後側を前側より高くする

（リンクは、車体側よりもホイール側が低くなっている）
以上により、コンプライアンスステア（ブッシュの弾性によるパッシブステア）と、ロールステア（車体のローリングによるサスペンションジオメトリの変化によるパッシブステア）が発生するが、（定常旋回状態においては）ロールステア量が大となるようにする。

## 詳解
以下の説明で、一般にはトーインとトーアウトを用いるが、左右の車輪を上から見て「ハの字」ないし「逆ハの字」とする調整（ホイール・アライメントを参照）ないし、車体全体の浮き沈みやピッチングによる変化とまぎらわしく、以下では4WSの視点から同相と逆相を用いる。オーバーステアとアンダーステアはスリップ角の大小による定義が4WS車では相当しないため可能な限り避ける。
車輛が直線走行から（等速走行とする）、ステアを切ってヨーイングをともなうコーナリング状態に入ったとする。この時、車輪からサスペンションに向けて、車体を旋回の内側に動かそうとする向きのコーナリングフォースが発生している。このサスペンションにおいては、この時にリンクの弾性ブッシュの硬さが前後で違うため、コーナーの外側のサスペンションではコーナリングフォースにより後側がより押し込まれ、4WSとしては逆相側にコンプライアンスステアが発生する。
続いて車体にローリングが発生する。すると、リンクの車体への装着位置が後側が前側より高いため、ローリングにより車体が沈み込むコーナーの外側のサスペンションでは、後側のリンクのほうが前側より外側に移動する量が多く、結果として4WSとしては同相側にロールステアが発生する。このステアは、逆相側に発生するコンプライアンスステアをキャンセルするよりも多くなるよう設定されており、車輪は同相側に向く。
その後定常旋回を続ける間は、後者の状態が持続する。

## 評価
ニシボリックサスはその狙いから考えると未完成なまま市販された様で、致命的とも言える幾つかの欠点があった。それが評論家や初期オーナの酷評へとつながったと思われる。
またニシボリックサス自体の開発車両がクーペ(ジオ・ストーム)だったとの情報もあり、前後の重量配分の異なるセダンへそのまま流用したことが未完成との評価につながったとの説もある。つまりJT760の総販売台数中の大多数を占めるセダンと販売台数の少ないクーペでは、4WSの効果の違いがでる可能性も存在する。
JT760発売当時、モーターファン誌（巻号は？）が、ヨーイング共振周波数のレベルが余り高くない事を指摘、いすゞ自動車にて再度計測し直すといった事があった。その後の経緯は今日に至るまで発表されていないが、モーターファン誌のデータ計測は、車両運動研究に於いて学会（自動車技術会）で有名な某大学教授監修の元に実施されており、信憑性が高いと考えられる。
さまざまな4WSが登場する以前のサスペンション研究で、ヨーイングは前輪で発生/後輪で収斂させるのが好ましいという事が判っていた。つまりヨーイングは決して後輪で出してはいけないという事であり、実際にJT760の前のジェミニであるJT750の最終年次変更では、後輪のネガティブキャンバとトーインを強めたチューニングが施されている。明らかに後輪によるヨーイングの収斂を狙った変更であった。このチューニングを施したいすゞ自動車が、次世代車にニシボリックサスを装着したのは理解に苦しむ。
ベストカーの3代目ジェミニのレビューは、「コーナリング開始時車両のロールによって最初は逆位相に動いていた後輪が、ロール角が深くなると同位相に動いていく」構造と解釈しており、「理論の上ではターンインでスッと曲がり定常旋回ではスタビリティが高まるはず」としながらも、「定常旋回に入っても逆位相が継続する傾向が強く、運転感覚としてはオーバーステアが強く感じられるものだった。」と評価している。
モーター・トレンドによる1991年式いすゞ・インパルスRS ハンドリングbyロータスのレビューは、「レーストラックでの走行はとても面白いが、スラロームでのテストは単に難易度が高いだけでなく、オーバー・ステアとアンダー・ステアが奇妙に混在する特性により、テストドライバーをしばしば混乱させることとなった。」と評価している。
米国のジオ・ストームのオーナズクラブの評価では、ニシボリック・サスについて「凹凸の多い路面、傾斜した路面、横風の強い状況下で、車体が左右に細かく揺れ動くような感覚を感じることがある。従って、長い直線道では直進状態を維持する為に他の車より多くの舵角修正や集中力を必要とする場合があり、州間高速道路で長時間運転する際の疲労を増大させる可能性がある」と指摘しており、「車体の挙動変化に非常に敏感なドライバーの場合、ニシボリック・サスは直線走行下ではステアリングの穏やかな舵角の変化にも過度に鋭敏であり、逆に急激な舵角変化に対しては却って応答が鈍くなる奇妙な感覚に苛立ちを覚えるかもしれない」とも評している。同クラブは、ニシボリック・サスはノーマルの車高を基準にトー角度が0度に設定されており、13/32インチ（約1.03cm）のダウンで後輪は最大量のトー・アウトを示し、19/32インチ（約1.5cm）のダウンで後輪はトー・インに転じ、その後はサスペンションが縮む毎に後輪のトー・インが増加し続ける事から、車高調整式サスペンションやダウンサス等で安易にローダウンすると、直進安定性や旋回性能が損なわれる危険性が高いと見解を示し、車高を下げる際の望ましい工程を提示している。
パッシブ4WSの代表格とされる上記のようなニシボリック・サスの動作概念は、元来はアクティブ4WSもアクティブサスペンションと組み合わせて実現を目指した。主目的は前輪駆動車におけるタックインの抑止で、アクティブサスが（アクセルオフに伴う急激なオーバー・ステアにより発生する）前軸への急激な荷重変化（車体のローリングの増大）を検知すると、アクティブ4WSが後輪の舵角を前輪と同相側に可変させる事により、タックインによる急激なリバース・ステアの発生を機構的に打ち消す事を可能としていた。
特別な機構無しにブッシュの撓みのみで上記のような複雑な動作概念の実現を企図したことで、副作用も発生した。ブッシュの撓み量の不安定さから、ニシボリック・サスは単に理論上通りの動作をしなかったばかりでなく、前輪駆動車でありながら定常円旋回の際には強いオーバーステア傾向を示し、コーナリング中のアクセルオフの際にはタックインが起きるのではなく、後輪駆動車のドリフト走行のようにリアがコーナー外側に流れていくという、通常の前輪駆動車では有り得ないような挙動を示した。

### モータースポーツ
レーシングカーでは、後輪はステアしないことを原則とする。当サスペンションに限らず同様のパッシブ4WS機構は、それを止めるアフターパーツキットがレースシーンで使われることも多い。当サスペンションの場合、それに付けられた「ニシボリ殺し」の渾名とともに知られる。
当サスペンションは、一般にモータースポーツではローリングなどの変化を少なく（硬く）セッティングするため、逆相をキャンセルするロールステアのあらわれが少なくなる、という問題がある。
前述のような「通常の前輪駆動車では有り得ない挙動」を逆手に取ることで、高い旋回性能や後輪駆動車並みのドリフト走行が得られたのも事実であり、これらの走行特性を最も歓迎するラリー関係者の間では当時1600ccクラスで最強と目されたいすゞ・4XE1エンジンとも相まって、ニシボリック・サス搭載車は一定の評価を得ていた。一部のラリーチューナーは、オーバーステア傾向が強すぎて簡単にリアが暴れる特性を緩和するため、特殊な形状の金属製シムをリアクロスメンバーとシャーシの間に挿入し、クロスメンバー全体を傾けることでニシボリック・サスの挙動を「最適化」するチューニングを施した。

### フィーリング
一部の自動車評論家は、「コーナーリングでオーバーステアになってしまうということである。一般ドライバーならば恐怖心を感じるのではないか」と述べた。
車両旋回運動を考えると・・・ハンドル操舵後まず仮想旋回中心はリヤアクスルの延長線上に発現し、横滑り角βの増加と共に旋回中心が前輪方向に移動する。この一連のプロセスはドライバが車両挙動を把握する為の重要なインフォメーションであるが、後輪を逆相に切ると、仮想旋回中心は後輪より前方に発現し、その後後輪が同相になるに従って仮想旋回中心も後輪に下がる事になり、著しくフィーリングと乖離する。この話はニシボリックサスに限らず、ニッサン・スーパーハイキャスやマツダのトーコントロールハブなど、後輪が逆相から同相に切れ変わる4WSシステム全てに言える事であるが、JT760シリーズ中、特にスポーティなグレードの後輪実舵角は、車両のロール角が少ない為に逆相に切れっ放しとなっている事が判明しており、過渡領域を越え、定常円旋回状態に入ってもドライバーの感覚とのずれがあった。
だがこれはあくまで一般ドライバーでの話であり、車両限界を一杯まで使って走行するレースドライバーからは｢FF車でありながらFR車的な挙動｣には評価する声もある。

### バランス
JT760のカタログには、ステアリングギアボックスを高剛性のサブフレームに搭載してフィーリングを改善した、とあるが実際にはそのサブフレームが車体フロアの変形の大きい部位に固定されており、決して操舵効率が高い設計とは言えない。本質的な操舵応答性が決して高くない車両に対し、収斂し難いリヤサスペンションの組み合わせでは、操舵に対するレスポンスは低いがゲインが高い、バランスの悪いクルマに仕上がってしまっている。ヨーイングと横加速度を分離出来ない一般ユーザの中には、ゲインの大きさだけを強調し、前例の無いクイックなクルマと感じる向きもあるが、同年代にハンドリングで評判のよかったクルマと計測データを比較すると、JT760の応答の低さとアンバランスなゲインの極端な高さに驚かされる。

### JT760の人気
しかし、JT760の不人気の理由を、未完成だったニシボリックサスペンションのみの責任には出来ない。市販車では、操縦安定性能の優劣は次の買換えに影響する事があっても、そのクルマの不人気には直接はつながらない。JT760は販売初期から、GM主導のグリルレスの特異なデザインや、ディーゼルAT車の極端な高燃費（燃料消費が多い）など、開発時の志の高さとは裏腹に、ユーザに買い控えさせる要素が満載だったといえる。いすゞ自動車が乗用車生産から撤退せず、JT760が順当に年次変更を続けていけば、ニシボリックサスペンションも当初の思惑通りに働く機構として完成させることが出来たかもしれない。